# 이방초등학교
이방초등학교는 대한민국 경상남도 창녕군 이방면 안리에 있는 공립 초등학교이다.

## 연혁
- 1921년 10월 5일 이방공립보통학교로 개교
- 1938년 4월 1일 이방공립심상소학교로 개칭
- 1941년 4월 1일 이방공립국민학교로 개칭
- 1981년 3월 1일 병설유치원 개원
- 1994년 9월 1일 이남국민학교 통합
- 1996년 3월 1일 이방초등학교로 개칭
- 1999년 3월 1일 현창분교장 통합
- 2016년 3월 2일 제30대 양정숙 교장 부임
- 2017년 2월 17일 제92회 졸업식(졸업생 총 4790명)

## 참고 자료
- 이방초등학교 - 한국교육학술정보원 학교알리미